# 下弗拉博萨
下弗拉博萨（義大利語：Frabosa Sottana），是意大利库内奥省的一个市镇。总面积37平方公里，人口1556人，人口密度42.1人/平方公里（2009年）。ISTAT代码为004091。